# Фракісій (фема)
Фема Фракісій або Фракесіон (грец. Θρᾳκήσιον θέμα) — військово-адміністративна одиниця Візантійської імперії (фема), яка розташовувалась у західній частині Малої Азії (сучасна Туреччина). Назва походить частини військ з діоцеза Фракісій (підпорядкованих magister militum per Thracias — військовому магістру Фракії), що перебували в стародавній області Лідія). Утворено у 690-х роках. Припинила існування у 1330 році внаслідок завоювання Айдинським беліком.

## Історія
Спочатку являла собою турму феми Анатолік. Як Фракісійська турма існувала з 640-х років. Утворення самостійної феми відбулося у 690-х роках. У 711 році вперше згадано про стратега феми Фракісій. З самого початку існування війська феми слугували надійною базою центральної влади проти різних заколотників та повстань. Так, імператор Юстиніана II спрямовував загони з феми до Криму. У 741 році фема підтримала імператора Костянтина V у боротьбі проти Артабаста.
У 760-х роках тут велася успішна боротьба з іконошанування, завдяки чому фема стає опорою Ісаврійської династії. Після її припинення очільники феми активно страли втручатися у боротьбу за владу, з початку IX ст. доволі часто виступали проти імператорського уряду.
Водночас вигідне розташування феми біля узбережжя Егейського моря з важливими портами Смірна, Ефес, Мілет, які слугували посередницькими центрами в торгівлі та військово-морськими базами. У 865, 991, 949, 960 порти, флот і війська феми брали участь у боротьбі з Критським еміратам, що суттєво дошкуляв імперії в Егейському морі.
З 960-х років військове значення феми поступово знижується, водночас вона залишається важливим еконмоічним регіоном, зокрема міста були розвинутими ремісничими та торгівельними центрами імперії. В такому стані перебуває до середини XI ст. Після поразки візантійського війська у битві при Манцикерті 1071 року сельджуки поступово протягом 1070-х років захоплювали центральні райони Малої Азії. Заколот Никифора Меліссена сприяв захопленню ворогам Фракісійської феми у 1080—1081 роках.
У 1091—1092 роках війська Візантії та учасників Першого хрестового походу відвоювали ці області. 1097 році на частині колишньої феми було утворено катепанат Смірна. 1133 року за наказом імператора Іоанна II створено фему-дукат Фракісій. Втім колишню територію феми було поділено. Північна частина зберегло старовинну назву, а у південній — було утворено нову фему Меласа і Меланоудіон. У 1182 році стала центрмо повстання проти Андроніка Комніна, що захопив трон.
З занепадом Візантії за часів правління династії Ангелів у 1188—1190 роках тут оголосив проти незалежну державу Феодор Манкаф. Лише завдяки значнив зусилля його було подолано. У 1204 році після захоплення Константинополя учасниками Четвертого хрестового походу тут утворилася окрема держава, що протистояла Нікеї з династією Ласкарів, але до 1210 року увійшла до Нікейської імперії під назво. Фракесіон і Філадельфія, ставши важливим економічним та військовим місцем спротиву сельджукам та діям в Егейському морі. Тому в цей час фема отримує статус «імператорської».
За часів династії Палеологів, що відновити Візантійську імперію, на деякий час відбувається розвиток феми, проте вже з початку XIV ст. все більший її занепад з огляду на невдалі війни з Айдинським бейліком. Остаточно фема припинила існування у 1330 році із падіння міста-порту Смірна.

## Адміністрація
Основу становили стародавні області Іонія та Лідія, а також південно-західна Фригія та північна Карія з південно-західним узбережжям Малої Азії. Деякий час у складі феми був острів Хіос. На чолі стояв стратег, що отримував 40 лібрів золота. Війська в різні часи складали від 6 до 10 тис. вояків, з X ст. нараховували 2 тис. піхоти й 1800 кінноти. Адміністративним центром було місто Ефес. загалом у фемі нараховувалося до 20 міст.
За часів Комнінів адміністративний центр переноситься до Філадельфії, на чолі феми призначаються дуки (дукси). За правління династії Палеологів центром феми стає місто Смірна.

## Відомі стратеги та дуки
- Сісіній (740—762)
- Михайло Лаханодракон (766/767—778)
- Бардан Турк (797—802)
- Костянтин Контоміт (840/841—856)
- Петрон (856—859)
- Никифор Пастила (860)
- Петрон (861—863)
- Смбат Вірменин (866—867)
- Пантерій Склір (931/933—944)
- Костянтин Діоген (1029—1030)
- Іоанн Комнін Ватац (1170-ті)
- Феодон Манкаф (1188—1189), дука
- Василь Ватац (1190—1193), дука
- Мануїл Контофр (1237—1240), дука
- Олексій Філантропен (1293—1295), дука